# 贏錢專家
《贏錢專家》，是1991年上映的一部香港恐怖鬼片，由王晶執導，王晶
監製，王晶、吳君如、邱淑貞、林正英主演。

## 劇情
朱祥奮（王晶 飾）雖天賦異稟卻不務正業，終日與其三叔（吳孟達 飾）以茅山賭術欺世盜名過日，後被其二叔（林正英 飾）教訓。祥奮和三叔一天到澳門賭博，巧遇女賭神高少少（吳君如 飾）為他們解圍。其後高少少因獲泰國賭王乃猜（田俊 飾）的犯罪證據而被其以降頭術害死，化成冤魂。

高少少的冤魂不堪枉死，欲找祥奮替她報仇。高少少的妹妹高豆豆（邱淑貞 飾）也因此結識了祥奮，兩人心生傾慕。二叔本不同意報仇，但可憐高少少慘死，乃猜亦對他們不懷好意，故一起挑戰泰國賭王乃猜，打響了茅山賭術和泰國巫術之戰。

## 演員表
| 演員   | 角色              |
| 王晶   | 朱祥奮            |
| 吳君如 | 高少少            |
| 邱淑貞 | 高豆豆            |
| 吳孟達 | 三叔              |
| 林正英 | 二叔              |
| 田俊   | 泰國賭王乃猜      |
| 植敬雯 | 泰國妖女          |
| 張國華 | 泰國妖僧          |
| 黃靖華 | 乃猜手下          |
| 程東   | 大牛鞭            |
| 陳百祥 | 正衰神/副衰神     |
| 簡慧真 | 阿珍 朱祥奮女朋友 |
| 黃新   | 阿珍之父          |
| 吳浣儀 | 阿珍之母          |
| 麥鶴頓 | 街頭惡霸          |
| 曹查理 |                   |
| 鄭家生 |                   |
| 江道海 |                   |
| 楊和   |                   |
| 梁啟智 |                   |
| 黃雄   |                   |

## 外部連結
- 香港影庫上《贏錢專家》的資料（繁體中文）
- 互联网电影数据库（IMDb）上《贏錢專家》的资料（英文）